# EtherApe

EtherApe - бесплатная программа, анализатор пакетов/инструмент для мониторинга трафика, разработанный для UNIX в рамках лицензии GNU GPL.

## Функциональность
Сетевой трафик отображается с помощью графического интерфейса. Каждый узел представляет собой конкретный хост.  Узлы и ссылки отмечены цветом, для обозначения различных протоколов, образующих различные типы трафика в сети. Отдельные узлы и их соединительные звенья увеличиваются и уменьшаться при  увеличении и уменьшении сетевого трафика.

## История
Первая версия(0.0.1) была создана Хуаном Толедо 17 февраля 2000 года.
Автором последней версии(0.9.14) является Риккардо Гетта.

## Функции
Список некоторых функций EtherApe 0.9.13 :
- графическое отображение интернет трафика
- поддержка разнообразных каркасных и пакетных типов трафика
- мониторинг Ethernet, WLAN, VLAN
- поддержка IPv4 и IPv6
- экспорт статистики узла в XML

## Безопасность
EtherApe требует права суперпользователя для запуска. 